# Утіда Сьо
Утіда Сьо (28 вересня 1987) — японський плавець.
Учасник Олімпійських Ігор 2008 року.